# Feticismo di travestimento
Il feticismo di travestimento è una forma di parafilia per cui si prova eccitazione o piacere sessuale indossando abiti tradizionalmente attribuiti all'altro sesso.
A differenza del travestitismo, inteso come comportamento di cross-dressing, non ha niente a che vedere con identità di genere, ma soltanto con le preferenze sessuali del soggetto. Tipico del feticista, rispetto al travestito vero e proprio, è infatti il bisogno di liberarsi dei vestiti dopo il raggiungimento dell'orgasmo, dunque nel momento in cui il desiderio sessuale diminuisce. Per quanto riguarda l'orientamento sessuale, per la maggior parte le persone interessate dal feticismo di travestimento sono uomini eterosessuali.
Questo tipo di feticismo, catalogato nella classificazione ICD, viene considerato come una patologia soltanto se gli interessati soffrono della loro condizione.
Anche il DSM IV-TR (2000) classifica il feticismo di travestimento all'interno delle parafilie riferendosi a "fantasie, impulsi sessuali o comportamenti ricorrenti e intensamente eccitanti sessualmente, riguardanti il travestimento in un maschio eterosessuale".
Anche se lo status di eterosessuale maschio viene riportato come preferenziale, alcuni autori (Langstrom & Zucher, 2005)  hanno osservato elementi che suggeriscono una percentuale anche se minore, di uomini con feticismo di travestimento con orientamento omosessuale, bisessuale o addirittura asessuale. 
Deve essere chiaro che il nucleo centrale del feticismo di travestimento rimane quello di vivere una certa eccitazione erotico-sessuale mettendo in atto un particolare comportamento di cross-dressing. Questo comportamento può variare dal semplice portare occasionalmente un certo abbigliamento intimo femminile sotto abiti maschili (culotte, autoreggenti, etc.), a vestirsi e truccarsi completamente come una donna in pubblico. Tale modo di fare non necessariamente può causare distress clinici significativi o e/o danni dell'individuo.